# Raili Mikkanen
Raili Kirsti Tellervo Mikkanen, née Räsänen, le 2 juin 1941 à Savonlinna, est une écrivaine finlandaise,.

## Ouvrages
Les ouvrages de Raili Mikkanen représentent différents types littéraires.
Elle écrit pour les enfants, les adolescents et les adultes.
Le personnage le plus connu créé par Raili Mikkanen est le cheval Histamiini présent dans les 12 livres qui sont devenus une série télévisée.
- (fi) Kalpeat naamat  (ill. Tarjamaija Salo), Helsinki, Otava, 1976 (ISBN 951-1-02415-9)
- (fi) Ikkunaton talo, Helsinki, Otava, 1977 (ISBN 951-1-04508-3)
- (fi) Meidän suomalainen Töpö  (ill. Erkki Tavila), Helsinki, Otava, 1977 (ISBN 951-1-04282-3)
- (fi) Mä tuun mukaan  (ill. Tarjamaija Salo), Helsinki, Otava, 1979 (ISBN 951-1-05505-4)
- (fi) Kettu tahtoo ystäväksi, Helsinki, Otava, 1980 (ISBN 951-1-06050-3)
- (fi) Thuongin päivä  (ill. Mauritz Hellström), Helsinki, Otava, 1984 (ISBN 951-1-08045-8)
- (fi) Pitkänen, Matti A., Kissanpennun kesä, Helsinki, Otava, 1985 (ISBN 951-1-08370-8)
- (fi) Minun oma nimeni  (ill. Kristina Lagercrantz), Helsinki, Otava, 1987 (ISBN 951-1-09110-7)
- (fi) Hyvästi! Toivoo Jere  (ill. Elina Vanninen), Helsinki, Otava, 1990 (ISBN 951-1-11182-5)
- (fi) Teatteriin! Ida Aalbergin nuoruus, Helsinki, Otava, 1990 (ISBN 951-1-11488-3)
- (fi) Pikkuilves Kotimetsässä  (ill. Riikka Juvonen), Helsinki, Lasten oma kirjakerho, 1992 (ISBN 951-875-456-X)
- (fi) Kustaa Piponiuksen kutistusflunssa, Helsinki, Otava, 1995 (ISBN 951-1-13638-0)
- (fi) Onni on Omenatiellä, Helsinki, Kirjastopalvelu, 1995 (ISBN 951-692-351-8)
- (fi) Karhun kumarrus. Miina Sillanpään nuoruus, Helsinki, Otava, 1996 (ISBN 951-1-14121-X)
- (fi) Mikkanen, Raili et Mikkanen, Niko, Kuolleet kaupungit, Helsinki, Otava, 1996 (ISBN 951-1-14380-8)
- (fi) Morsianten ilta, Oulu, Kolmiokirja, 1996
- (fi) Koukussa, Helsinki, Otava, 1997 (ISBN 951-1-14980-6)
- (fi) Aurora. Keisarinnan hovineito, Helsinki, Otava, 1998 (ISBN 951-1-14628-9)
- (fi) Mikkanen, Raili et Mikkanen, Niko, Hämähäkkitemppeli, Helsinki, Otava, 1999 (ISBN 951-1-14981-4)
- (fi) Harmaaviirullinen Silli  (ill. Virpi Talvitie), Helsinki, Tammi, 2000 (ISBN 951-31-1943-2)
- (fi) Aavikoiden seikkailija, Helsinki, Tammi, 2001, 100 p. (ISBN 951-31-2244-1)
- (fi) Kirppuina maailmankartalla  (ill. Tapio Leväaho ja Raili Mikkanen), Helsinki, Tammi, 2001 (ISBN 951-31-2070-8)
- (fi) Ei ole minulle suvannot! Aino Kallaksen nuoruus, Helsinki, Tammi, 2002, 269 p. (ISBN 951-31-2571-8)
- (fi) Laulavat varpaat  (ill. Masa Pulkkinen), Helsinki, Tammi, 2002 (ISBN 951-31-1840-1)
- (fi) Kahdentoista vala, Helsinki, Tammi, 2003 (ISBN 951-31-2843-1)
- (fi) Sanni, tulinen irlantilainen  (ill. Riikka Juvonen), Helsinki, Tammi, 2003 (ISBN 951-0-27453-4)
- (fi) Myrkkypuun marjat, Helsinki, Tammi, 2004 (ISBN 951-31-3082-7)
- (fi) Elefantti joka luuli olevansa puhveli  (ill. Tapio Leväaho et al), Helsinki, Tammi, 2005 (ISBN 951-31-3290-0)
- (fi) Runokirje. Kertomus nuoresta Katri Valasta, Helsinki, Tammi, 2005 (ISBN 951-31-3433-4)
- (fi) Aarretalon Oiva  (ill. Salla Savolainen & Jon-Sebastian Wikström), Helsinki, Tammi, 2006 (ISBN 951-31-3705-8)
- (fi) Kummisisko  (ill. Marjo Nygård), Helsinki, Tammi, 2008 (ISBN 978-951-31-4425-8)
- (fi) Pähkinäpuinen lipas, Helsinki, Tammi, 2008 (ISBN 978-951-31-3855-4)
- (fi) Suomalaisia suurnaisia, Helsinki, Kehitysvammaliitto, 2008 (ISBN 978-951-580-447-1)
- (fi) Unelmien varjot. Romaani Viipurin ja Pietarin suomalaiskohtaloista 1905–1928, Helsinki, Jyväskylä, Minerva, 2008 (ISBN 978-952-492-124-4)
- (fi) Majakat, ohoi!  (ill. Tiina Holmberg), Helsinki, Schildts, 2009 (ISBN 978-951-50-1841-0)
- (fi) Meren ja ikävän kiertolaiset, Helsinki, Jyväskylä, Minerva, 2009 (ISBN 978-952-492-288-3)
- (fi) Haudasta nousee hemmo  (ill. Lotta Kauppi), Helsinki, WSOY, 2010 (ISBN 978-951-0-35893-1)
- (fi) Hopearenkaan taika, Helsinki, Tammi, 2010 (ISBN 978-951-31-5578-0)
- (fi) Suomen lasten linnakirja  (ill. Laura Valojärvi), Helsinki, Minerva, 2011 (ISBN 978-952-492-446-7)
- (fi) Keikalla katoaa Gibson  (ill. Lotta Kauppi), Helsinki, WSOY, 2011 (ISBN 978-951-0-38049-9)
- (fi) Laulu punaisesta huoneesta, Helsinki, Minerva, 2012 (ISBN 978-952-492-514-3)
- (fi) Mennään sirkukseen  (ill. Laura Valojärvi), Helsinki, Minerva, 2012 (ISBN 978-952-492-672-0)
- (fi) Iivari-tonttu karkuteillä  (ill. Laura Valojärvi), EU, WSOY, 2013 (ISBN 978-951-0-39783-1)
- (fi) Voidaan kutsua ulkopuolelle lain, Karkkila-Pirkkala, Kustannusliike Robustos, 2015 (ISBN 978-952-5758-34-4)

### Série Histamiini (1982–1988, 2001–)
- (fi) Histamiini hukassa  (ill. Masa Pulkkinen), Helsinki, Otava, 1982 (ISBN 951-1-06782-6)
- (fi) Histamiinin hiihtoretki  (ill. Masa Pulkkinen), Helsinki, Otava, 1983 (ISBN 951-1-07473-3)
- (fi) Histamiini merellä  (ill. Masa Pulkkinen), Helsinki, Otava, 1984 (ISBN 951-1-08052-0)
- (fi) Histamiini ratsupoliisina  (ill. Masa Pulkkinen), Helsinki, Otava, 1985 (ISBN 951-1-08721-5)
- (fi) Histamiini löytää timantin  (ill. Masa Pulkkinen), Helsinki, Otava, 1986 (ISBN 951-1-09114-X)
- (fi) Histamiinista tulee kummi  (ill. Masa Pulkkinen), Helsinki, Otava, 1988 (ISBN 951-1-09853-5)
- (fi) Histamiini, joulun sankari  (ill. Jukka Lemmetty), Helsinki, Tammi, 2001 (ISBN 951-31-2231-X)
- (fi) Histamiini rakentaa lautan  (ill. Jukka Lemmetty), Helsinki, Tammi, 2003 (ISBN 951-31-2711-7)
- (fi) Ystävämme Histamiini  (ill. Jukka Lemmetty), Helsinki, Tammi, 2004 (ISBN 951-31-2992-6)
- (fi) Histamiini Eteläluodolla  (ill. Jukka Lemmetty), Helsinki, Tammi, 2007 (ISBN 978-951-31-3856-1)
- (fi) Histamiini ja Koni Alakulo  (ill. Jukka Lemmetty), Helsinki, Tammi, 2010 (ISBN 978-951-31-5247-5)
- (fi) Histamiinin luolaseikkailu  (ill. Jukka Lemmetty), Helsinki, Tammi, 2012 (ISBN 978-951-31-6555-0)

## Récompenses
- Prix Topelius, 2001
- Prix Finlandia Junior, 2002
- Prix Tietopöllö, 2011
- Médaille Anni Swan, 2012